# Rosenhahnita
La rosenhahnita és un mineral de la classe dels silicats. Rep el nom en honor de Leo Rosenhahn (1903/4 - 1991), mineralogista aficionat de San Anselmo, Califòrnia.

## Característiques
La rosenhahnita és un silicat de fórmula química HCa₃[Si₃O9(OH)]. Es tracta d'una espècie aprovada per l'Associació Mineralògica Internacional, i publicada per primera vegada el 1967. Cristal·litza en el sistema triclínic. La seva duresa a l'escala de Mohs es troba entre 4,5 i 5.
Segons la classificació de Nickel-Strunz, la rosenhahnita pertany a «09.BJ: Estructures de sorosilicats amb anions Si₃O10, Si₄O11, etc.; cations en coordinació octaèdrica [6] i major coordinació» juntament amb els següents minerals: orientita, trabzonita, thalenita-(Y), fluorthalenita-(Y), tiragal·loïta, medaïta, ruizita, ardennita-(As), ardennita-(V), kilchoanita, kornerupina, prismatina, zunyita, hubeïta i cassagnaïta.

## Formació i jaciments
Va ser descoberta al riu rus de l'àrea de Cloverdale, al comtat de Mendocino (Califòrnia, Estats Units). Encara dins els Estats Units també ha estat descrita a Carolina del Nord. També se n'ha trobat a la República Txeca, el Japó, Rússia i Nova Zelanda.